# Río Moyuela
El río Moyuela, también conocido como Santa María o Nogueta, es un río afluente del río Aguasvivas en su margen izquierda. Discurre por las provincias de Teruel y Zaragoza en la comunidad autónoma de Aragón en España, concretamente por los términos municipales de, por este orden, Loscos, Monforte de Moyuela, Plenas, Moyuela y Moneva.
Tiene su nacimiento en la Sierra de Oriche la cual se encuentra englobada en la Sierra de Cucalón, concretamente en la unión del Arroyo de Promedio y el Arroyo de la Cañada, cerca de Piedrahíta en el término de Loscos. Tras su comienzo se interna en el Valle del río Nogueta (como se le conoce en este tramo) espacio de sorprendente belleza. A continuación discurre cerca de Monforte de Moyuela aunque permaneciendo a cierta distancia de la localidad. Aguas abajo de esta misma zona se encuentra el Estrecho de la Virgen del Pilar (por la ermita que ahí se encuentra) formando un interesante congosto en el que el curso de agua forma varias cascadas aunque estas tienen difícil acceso. El cauce prosigue por el término de Plenas, pasando prácticamente por su casco urbano, acción que si que realiza en Moyuela, donde además se une el único barranco con cierta importancia denominado río Seco. El último tramo transcurre entre el territorio de Moneva y Azuara para desembocar finalmente en el Aguasvivas.

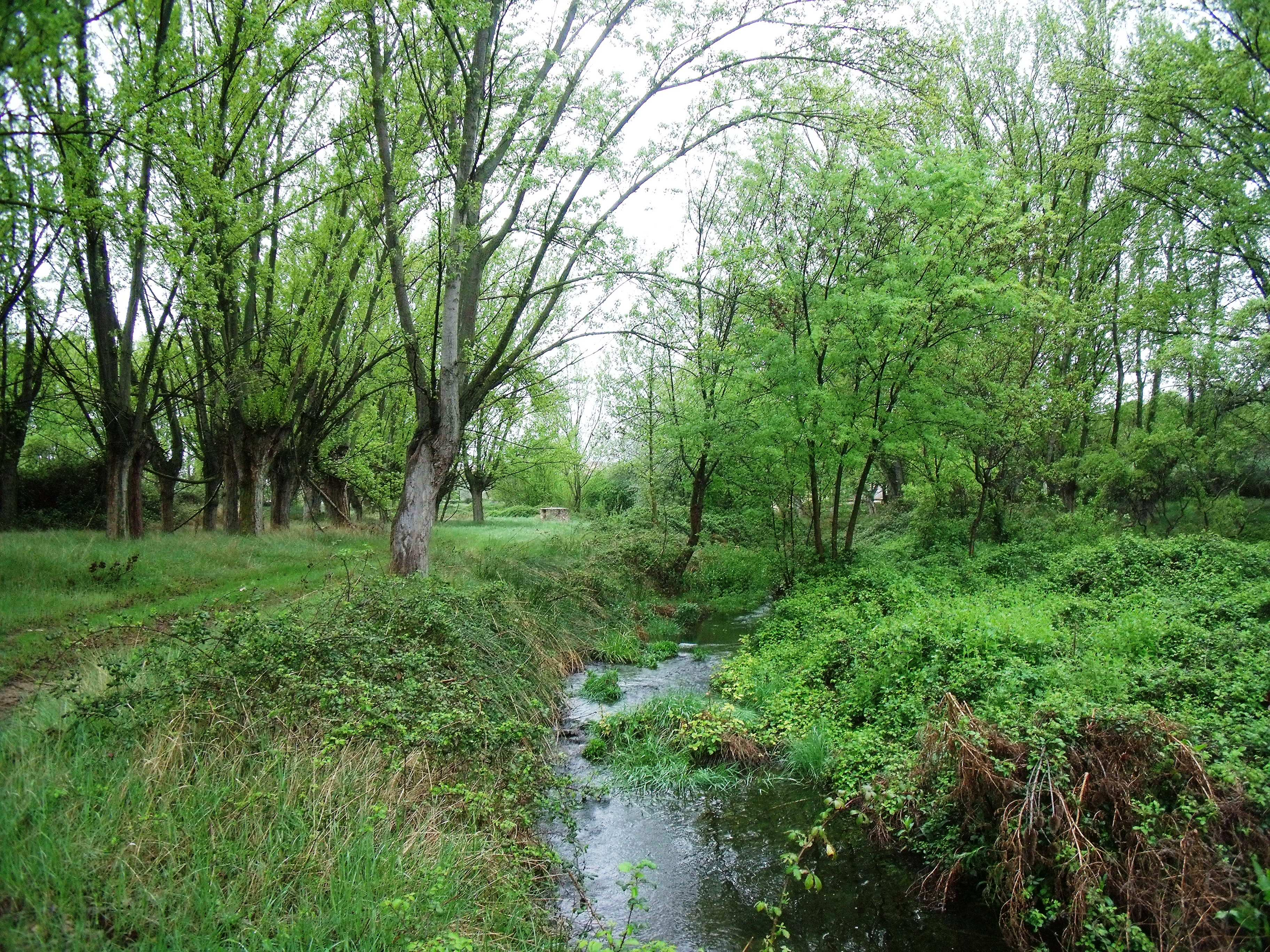
El río Santa María a su paso por la Arboleda de la Tejería en Plenas

Por la climatología de su cuenca, y por las importantes filtraciones que sufre, no posee gran abundancia en agua aunque durante la primera mitad de su recorrido siempre tiene caudal. Este es especialmente alto en primavera, y en otoños e inviernos húmedos momentos en el que hay agua en todo su trayecto.
Respecto a su flora, cabe destacar especialmente su tramo inicial, donde podemos encontrar bosques de quercus ilex en buen estado de conservación,
el avellanar de El Colladico (Loscos), e incluso algunos ejemplares de acebo. El soto del río está formado principalmente por fresnos y chopos junto a juncos, zarzas y rosales silvestres entre otros. También hay un elevado número de los conocidos como chopos cabeceros, especialmente entre Plenas y Moyuela, aunque además se pueden encontrar en otras zonas del río.
El, en general, buen estado de conservación del río, permite la existencia de especies amenazadas como la nutria, o el cangrejo de río autóctono.
- Datos: Q9071955